# Institut de réadaptation Gingras-Lindsay-de-Montréal

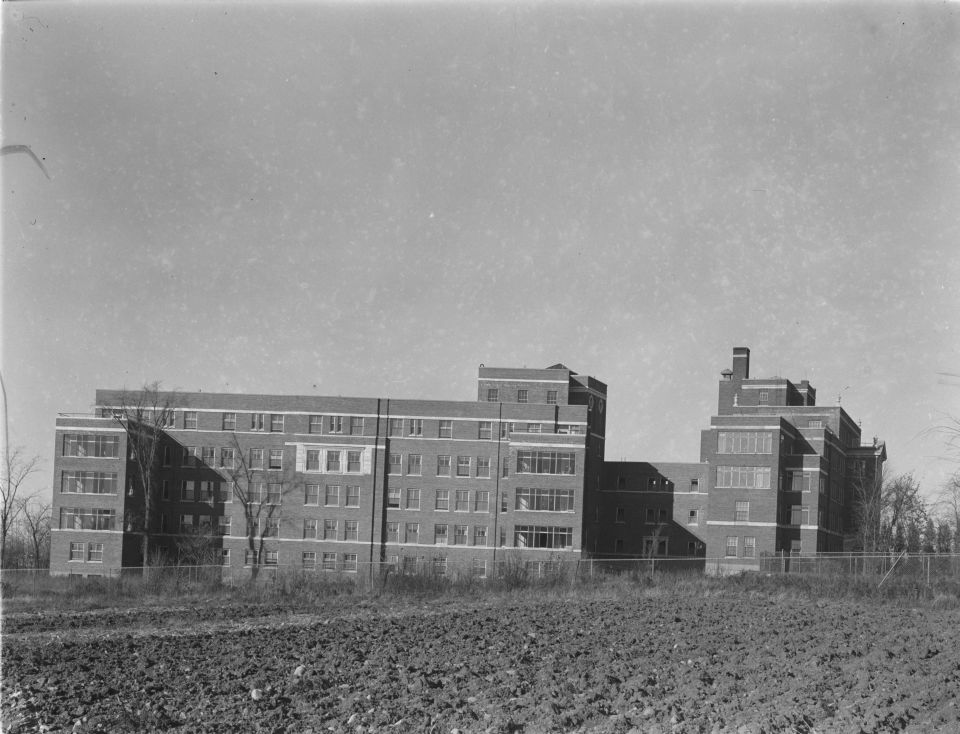
Pavillons de l'Institut de réadaptation Gingras-Lindsay-de-Montréal, autrefois dénommé Hôpital des Convalescents de Montréal, 1938.

Pour les articles homonymes, voir IRM.
L'Institut de réadaptation Gingras-Lindsay-de-Montréal (IRGLM) est un hôpital de réadaptation affilié à l'Université de Montréal. 
Cet établissement provient de la fusion, en mars 2008, de l'Institut de réadaptation de Montréal (IRM) et de l'Hôpital de réadaptation Lindsay.

## Description
La clientèle est adulte et peut présenter une ou plusieurs déficiences physiques temporaires ou permanentes à la suite d’une maladie ou d’un traumatisme. Elle peut être hospitalisée dans l’un des deux pavillons de l’Institut, le pavillon Gingras et le pavillon Lindsay. 
La clientèle est prise en charge par des équipes interdisciplinaires dans le cadre de quatre programmes-clientèles :
- lésions médullaires ;
- orthopédie et subaigu ;
- neurologie ;
- amputations et blessures orthopédiques graves.

L’IRGLM dispose également d’une clinique externe offrant de nombreux services.
Au pavillon Gingras, il y a trois étages de patients; ceux ayant eu un accident cérébral (tels les patients souffrant d'un accident vasculaire cérébral ou d'un traumatisme crânien) et un pour les amputés, où a séjourné l'ex-premier ministre du Québec Lucien Bouchard.
Un quatrième étage est destiné à la recherche où des chercheurs de renommée mondiale et des laboratoires à la fine pointe de la technologie permettent l'étude du mouvement humain.
En vertu de sa mission d'enseignement, l'hôpital accueille des étudiants en ergothérapie, en physiothérapie ou autres volets de réadaptation.
Depuis avril 2000, l'IRGLM fait partie du Centre de recherche interdisciplinaire en réadaptation du Montréal métropolitain (CRIR) qui regroupe six institutions de réadaptation.

## Pavillons
- Pavillon Gingras, 6300, avenue Darlington, Montréal - 45° 30′ 29″ N, 73° 37′ 52″ O
- Pavillon Lindsay, 6363 chemin Hudson, Montréal - 45° 30′ 25″ N, 73° 37′ 54″ O